# Warba
Warba é uma cidade localizada no estado americano de Minnesota, no Condado de Itasca.

## Demografia
Segundo o censo americano de 2000, a sua população era de 183 habitantes.
Em 2006, foi estimada uma população de 181, um decréscimo de 2 (-1.1%).

## Geografia
De acordo com o United States Census Bureau tem uma área de
8,5 km², dos quais 8,3 km² cobertos por terra e 0,2 km² cobertos por água. Warba localiza-se a aproximadamente 391 m acima do nível do mar.

## Localidades na vizinhança
O diagrama seguinte representa as localidades num raio de 24 km ao redor de Warba.